# Heterodonte

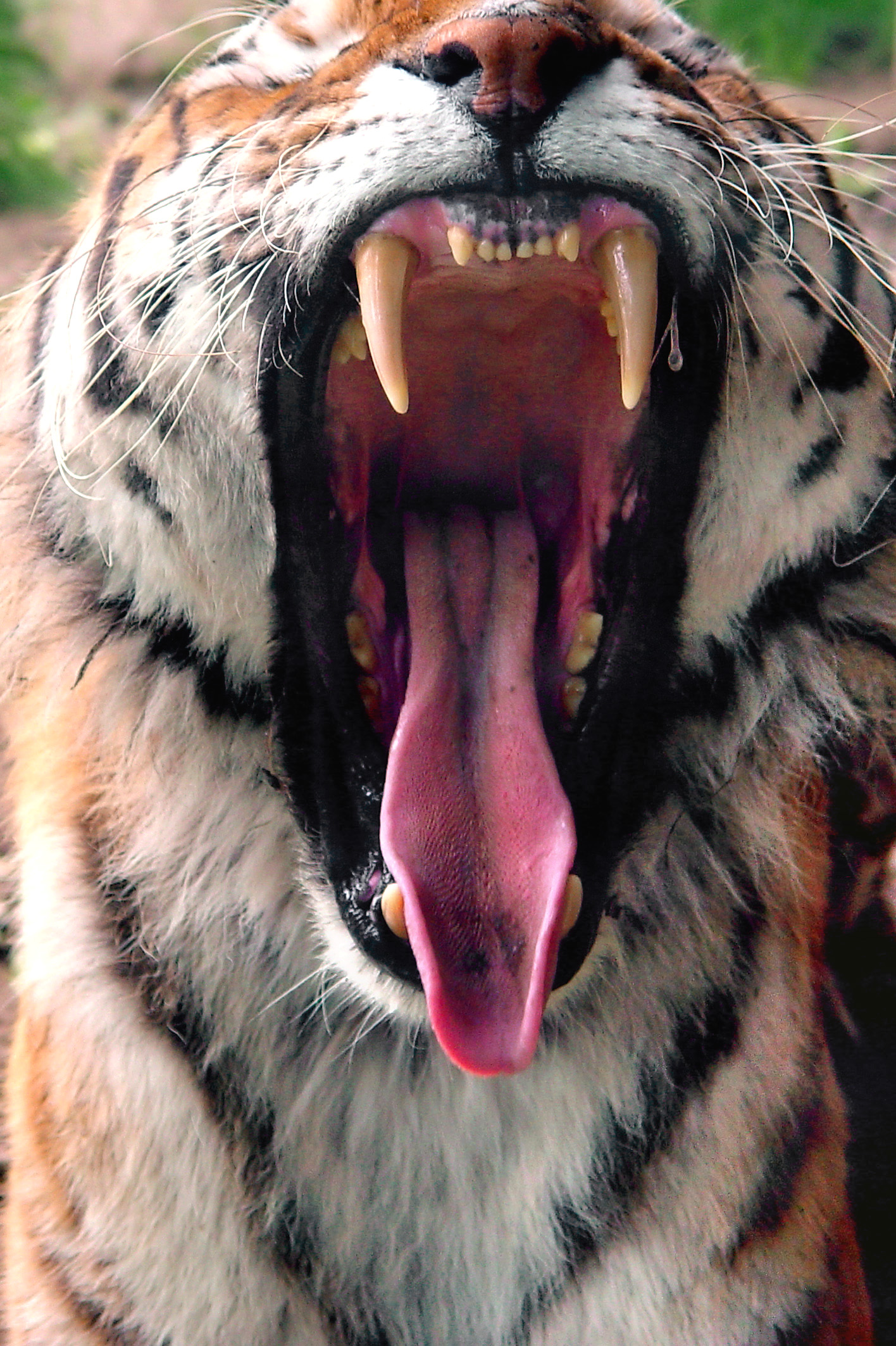
A dentição de um tigre é um exemplo de um heterodonte, com a presença de dentes caninos e incisivos, além de molares

Em anatomia, um heterodonte (do grego, que significa "dentes diferentes") é um animal que possui mais de uma morfologia dentária. Nos vertebrados, a característica da heterodontia refere-se a animais onde os dentes são diferenciados em diferentes formas. Por exemplo, os membros da Synapsida geralmente possuem incisivos, caninos ("dentes oculares"), pré-molares e molares. A presença de dentição heterodonte é evidência de algum grau de especialização alimentar e/ou caça em uma espécie. Em contraste, a dentição homodonte ou isodonte refere-se a um conjunto de dentes que possuem a mesma morfologia dentária.
Em invertebrados, o termo heterodonte refere-se a uma condição em que dentes de tamanhos diferentes ocorrem na placa de dobradiça, uma parte do Bivalvia.